# إعاقة العدالة
عرقلة سير العدالةعرقلة سير العدالة
كل من أخفى أو أتلف قصداً وثيقة أو مستنداً أو أي شيء آخر مهما كان نوعه أو شوهه لدرجة تجعله غير مقروء أو تجعل معرفة حقيقته غير ممكنة، وهو يعلم أنه ضروري في أية إجراءات قضائية قاصداً بعمله هذا أن يحول دون استعماله في معرض البينة، يعاقب بالحبس حتى سنة واحدة أو بالغرامة حتى خمسين دينارا أو بكلتا العقوبتين.. تميل تشريعات القانون العام خارج الولايات المتحدة إلى استخدام جنحة أوسع من إعاقة سير العدالة.